# Carla Geurts
Carla Geurts (Geldrop, 20 de abril de 1971) es una nadadora neerlandesa que compitió en los Juegos Olímpicos de 1996 en Atlanta, Georgia, y los Juegos Olímpicos de 2000 en Sídney, Australia para los Países Bajos. 
Geurts ganó tres medallas de plata durante su carrera en el Campeonato Europeo de Natación. Se retiró en 2001, después del Campeonato Mundial de Deportes Acuáticos de 2001 en Fukuoka.
Desde septiembre de 2006, Geurts había sido profesor de Kinesiología y Fisiología en la Universidad de Brock, en St. Catharines, Ontario. Geurts vive en Hamilton, Ontario, Canadá, desde que se casó con el entrenador de natación Andrew Cole en 2003.

## Biografía
Carla Geurts, Carla Maria Louise Geurts nació el 20 de abril de 1971, hace 47 años, en el seno de una familia personal. Desde niña Comenzó a la edad de 3 años, empezando a ser su guardería el 8 de septiembre de 1974.
- Datos: Q1143276